# Projekt Grudge
Projekt Grudge (hr. zamjerka), kratkotrajni službeni projekt Američkog ratnog zrakoplovstva, koji je imao za cilj istražiti i dokumentirati neidentificirane leteće objekte, ali bio je mnogo kritičniji, čak i negativan prema predmetu istraživanja, jer je za polazište ispitivanja imao tvrdnju kako takve neidentificirane pojave ne mogu postojati, odnosno, vjerujući da su one u svakom slučaju objašnjive. Projekt je nasljednik Projekta Sign i prethodnik Projekta Plava knjiga, a provodio se u razdoblju od 11. veljače do 27. prosinca 1949. godine, premda je na minimalnom nivou potrajao do kasne 1951. godine.
Na projektu je radio i američki astronom i ufologist, dr. Allen Hynek, koji je surađivao s ratnim zrakoplovstvom i na ranijem projektu kodnog imena Znak (eng. Sign). Za razliku od velike većine svojih suradnika, koji su sve prijavljene neobjašnjive pojave na nebu objašnjavali kao meteorološke balone, meteore ili planet Veneru, te da takvi neidentificirani leteći objekti ne predstavljavaju prijetnju nacionalnoj sigurnosti, već da su izvještaji o njima nastali zbog blage masovne histerije ili pogrešne interpretacije konvencionalnih objekata, Hynek je vjerovao da se treba ozbiljno pozabaviti tim problemom.
Ispitana su 244 viđenja neidentificiranih letećih objekata, od čega je 23% slučajeva ostalo nerazjašnjeno.
Od početka 1950., projekt je postojao samo po imenu, dok se nije konačno i službeno ugasio 1951. godine. Preporuke Projekta Grudge bile su:
- da se ipsitivanje izvješća o neidentificiranim letećim objektima smanjilo u djelokrugu.

a) da se trenutan niz direktiva vezanih uz neidentificirane leteće objekte treba revidirati na način da bi podnose na viđenje samo ona izvješća koja jasno ukljućuju stvarne tehničke primjene.
- da zaključci 1 i 2 ovog izvješća, koji imaju dovoljno podupirućih podataka budu deklasificirani i predani u javnost u obliku službene medijske izjave.

- da psihološko-ratna divizija i ostale vladine agencije zainteresirane za psihološki aspekt ratovanja budu informirane o rezultatima ove studije.[2]

Zaključci projekta bili su izrazito suprotstavljeni izvanzemaljskoj hipotezi fenomena NLO-a i svode se na tvrdnje da nema dokaza kako su prijavljeni objekti rezultat napredne strane tehnologije i da prema tome, ne predstavljaju izravnu prijetnju nacionalnoj sigurnosti. S obzirom na to preporučuje se reduciranje istraživanja i ispitivanje takvih pojava. Prema zaključku komisije, svi dokazi i analize upućuju na pogrešnu identifikaciju konvencionalnih objekata, prijevare pojedinaca koji žele publicitet, blagu masovnu histeriju i izjave psihički poremećenih pojedinaca.